# Brunkronad näshornsfågel
Brunkronad näshornsfågel (Rhabdotorrhinus leucocephalus) är en fågel i familjen näshornsfåglar inom ordningen härfåglar och näshornsfåglar.

## Bildgalleri

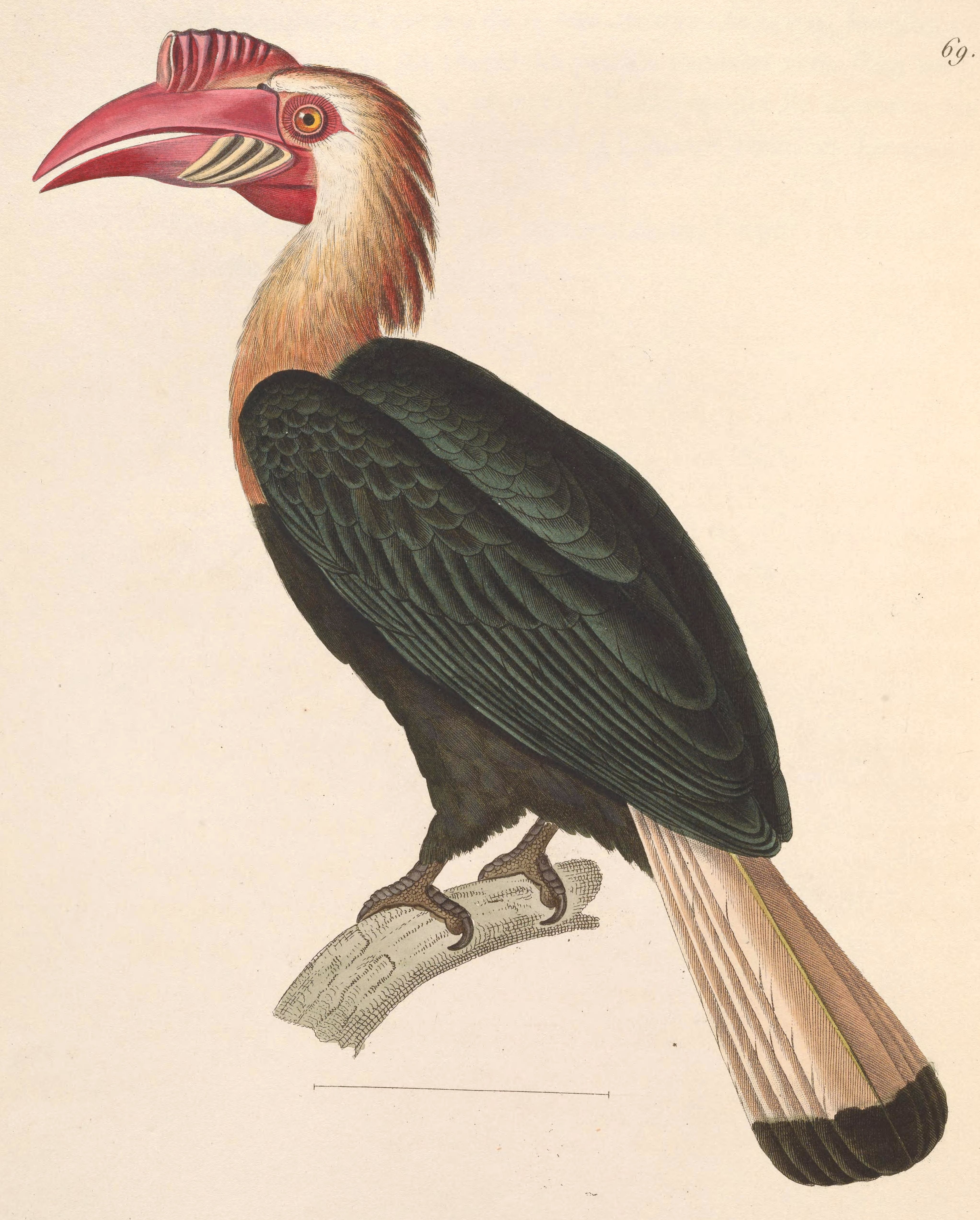
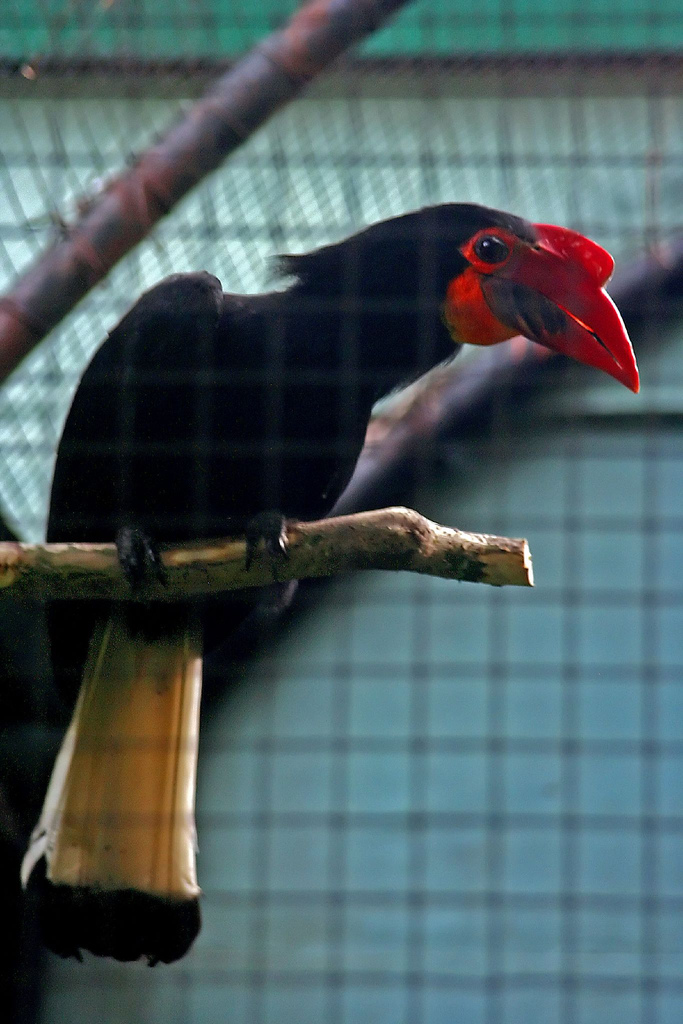
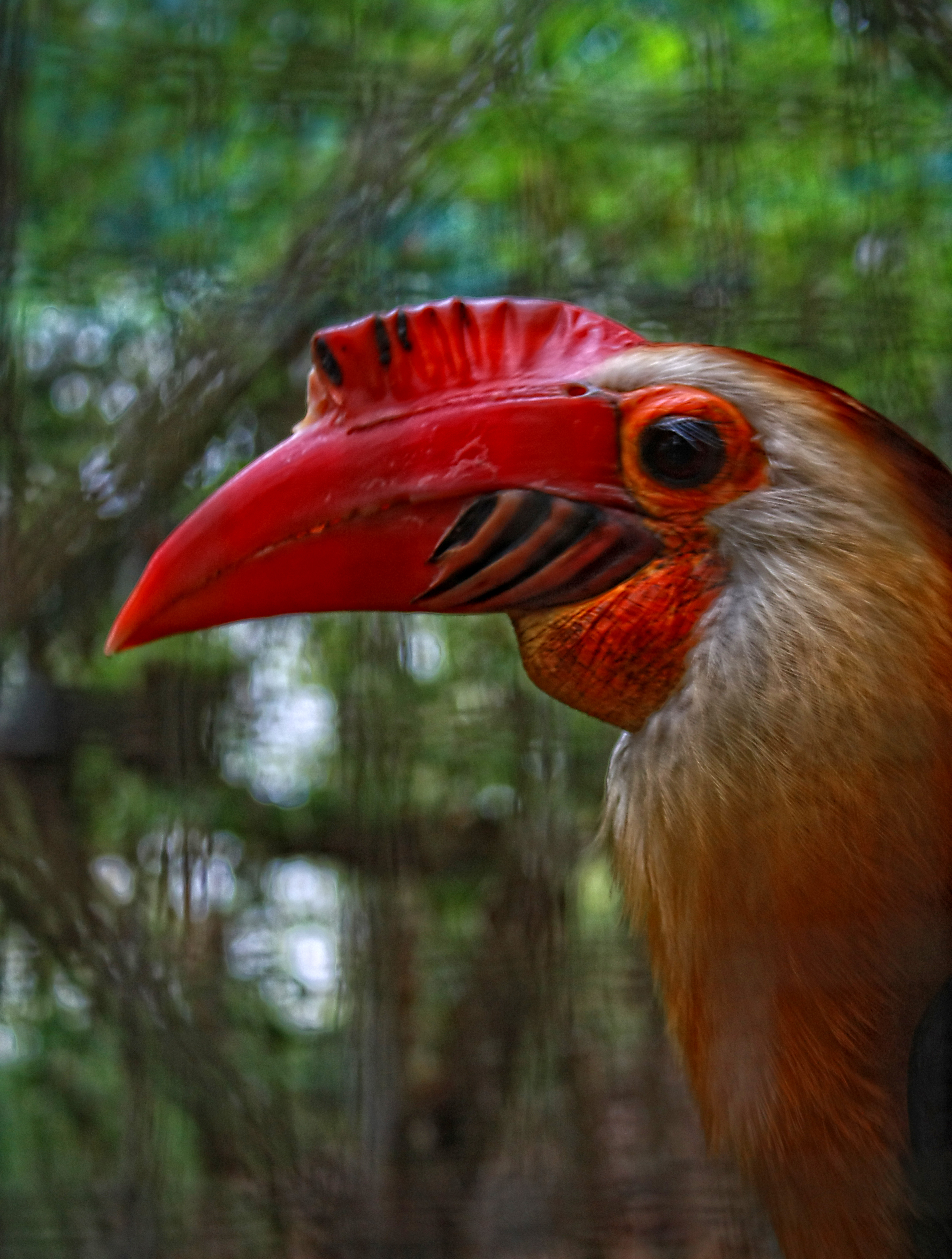

## Utbredning och systematik
Fågeln förekommer i södra Filippinerna (Camiguin, Dinagat och Mindanao). Den behandlas som monotypisk, det vill säga att den inte delas in i några underarter.

## Status
Brunkronad näshornsfågel tros minska relativt kraftigt till följd av habitatförlust. Den utsätts också för jakt och fångst för vidare försäljning inom burfågelhandeln. Beståndet är sannolikt litet och den tros vara bunden till ursprunglig skog. IUCN kategoriserar den som nära hotad.